# Монреальський симфонічний оркестр
Монреальський симфонічний оркестр (фр. Orchestre Symphonique de Montréal) — канадський симфонічний оркестр, що базується в Монреалі.
У різний час в Монреалі існувало декілька музичних колективів з такою назвою, найбільш ранній був заснований в 1897 і проіснував 10 років. Нинішній оркестр був заснований в 1934 році диригентом Вільфрідом Пеллетьє під назвою «Симфонічні концерти» (фр. Les Concerts Symphoniques) і отримав сучасну назву в 1954. Серед керівників оркестру були такі прославлені музиканти, як Ігор Маркевич і Зубін Мета, однак найбільший злет в історії оркестру пов'язаний з 25-річним керівництвом Шарля Дютуа. У цей період (1980-90-і роки) оркестр здійснив цілий ряд значних записів на лондонській фірмі Decca Records (з яких понад усе цінуються твори Равеля), отримав дві премії Греммі — в 1996 році за запис опери Берліоза «Троянці» і в 2000 році за фортепіанні концерти Бартока і Прокоф'єва (солістка Марта Аргеріх). Однак в 2002 році Дютуа покинув колектив у результаті важкого конфлікту з музикантами, які оголосили його безжалісним тираном, і оркестр вступив у смугу потрясінь, що завершилася у 2006 році запрошенням на пост головного диригента Кента Нагано.

## Музичні керівники
- 1935—1940 Вільфрід Пеллетьє
- 1941—1952 Дезіре Дефо
- 1950—1953 Отто Клемперер (художній консультант)
- 1957—1961 Ігор Маркевич
- 1961—1967 Зубін Мета
- 1967—1975 Франц Пауль Декер
- 1975—1976 Рафаель Фрюбек де Бургос
- 1977—2002 Шарль Дютуа
- 2006—2020 Кент Нагано
- з 2022 Рафаель Паяре